# Urbach (Nadrenia-Palatynat)
Urbach – miejscowość i gmina w zachodnich Niemczech, w kraju związkowym Nadrenia-Palatynat, w powiecie Neuwied, wchodzi w skład gminy związkowej Puderbach. Liczy 1 544 mieszkańców (2009). Składa się z dwóch osiedli: Kirchdorf i Überdorf, które do 1969 stanowiły samodzielne gminy. 
W miejscowości znajduje się kościół pierwotnie z końca XII wieku. oraz lokalne muzeum (Haus am Hochgericht).
W średniowieczu Urbach należał do grafów von Wied, którzy ustanowili w Urbach sąd. Następnie miejscowość uzyskała prawo do organizowania targów. Przede wszystkim opierała się na gospodarce leśnej. Związki z sądownictwem, handlem i lasem znalazły swoje odzwierciedlenie w herbie gminy.